# Жидкін Володимир Ілліч
Жидкін Володимир Ілліч (нар. 1 листопада 1949, с. Семілей Кочкуровського району Республіки Мордовія), мордовський біолог та еколог. Дослідник фізіологічних основ стійкости рослин. Національність — ерзя.
Владимир Жидкін народився в мордовській родині вчителів. Після закінчення Мордовського Державного педагогічного інституту ім. М. Є. Євсевьєва (1971) працював викладачем, заступником директора Краснопресненської середньої школи Ковилкінського району (Мокшень Мастор).
У 1974—1988 — викладач, заступник декана біологічного факультету Мордовського Державного університету, від 1988 — завідувач кафедрою, проректор з науково-методичної роботи Мордовського республіканського інституту підвищення кваліфікації працівників освіти.
Автор понад 80 наукових робіт, у тому числі збірки «Екологічна освіта в Мордовії» (Саранськ, 1996), яка формує патріотичний світогляд ерзян через діяльну любов до природи. Автор програми шкільного курсу екології.
Жидкін — автор першого підручника «Основи екології» для 10-11 класів середньої школи (Саран Ош, 1994), у співавторстві видано методичний посібник для вчителя «Уроки з екології» (Саран Ош, 1998).
Жидкін — голова республіканської ради з екологічної освіти при Міністерстві освіти республіки Мордовія, член проблемної ради Російської Академії Освіти.